# Magnus Herseth
Magnus "Max" Herseth (Oslo, 25 d'abril de 1892 – International Falls, Minnesota, Estats Units, 13 de setembre de 1976) va ser un remer noruec que va competir a començaments del segle xx.
El 1912 va prendre part en els Jocs Olímpics d'Estocolm, on guanyà la medalla de bronze en la competició del quatre amb timoner, inriggers del programa de rem, formant equip amb Claus Høyer, Reidar Holter, Frithjof Olstad i Olav Bjørnstad.